# Bright Sheng
Bright Sheng (apellido Sheng, pinyin Shèng Zōngliàng; nacido el 6 de diciembre de 1955 en Shanghái, China) es un compositor, director y pianista sino-estadounidense. Ha vivido en los Estados Unidos desde el año 1982 y trabaja en la facultad de la Universidad de Míchigan.  En 1999, la Casa Blanca le encargó componer una pieza en honor del primer ministro chino Zhu Rongji en una cena de estado organizada por el presidente Bill Clinton. En noviembre de 2001, Sheng recibió una Beca MacArthur.  Sheng es el primer compositor de la New York City Ballet.
La segunda sílaba del nombre de pila de Sheng, Liang, se puede traducir más o menos como "luces brillantes," motivo por el cual "Bright" es el nombre que escogió como nombre de pila en inglés.
Las composiciones de Sheng han sido interpretadas por la mayor parte de las orquestas estadounidenses, así como muchas de Europa y Asia, incluyendo la Filarmónica de Nueva York, Orquesta Sinfónica de Boston, Orquesta Sinfónica de Chicago, Orquesta de Filadelfia, Orquesta Sinfónica de Seattle, Orquesta de París, Orquesta Real del Concertgebouw, Orquesta Filarmónica de Tokio y la Sinfónica Nacional de China.  Algunos de los más destacados intérpretes de la música de Sheng han sido Leonard Bernstein, Yo-Yo Ma, Peter Serkin, Kurt Masur, Emanuel Ax, Leonard Slatkin, Robert Spano, David Zinman, y Neeme Järvi. Entre los más destacados maestros de Sheng se encuentran Leonard Bernstein y Chou Wen-Chung.

## Composiciones destacadas
- Never Far Away, un concierto para arpa, estreno mundial (2008) por Yolanda Kondonassis y la Sinfónica de San Diego.
- Nanking! Nanking!, una trenodia sobre la masacre de Nankín.
- Red Silk Dance
- Madame Mao, encargo de la Ópera de Santa Fe, donde se estrenó en 2003.
- China Dreams.
- The Silver River (1997), una ópera estrenada en Santa Fe, Nuevo México.
- Four Movements for Piano Trio
- The Song of Majnun
- Seven Tunes Heard in China, para violonchelo solo.
- The Nightingale and the Rose